# Жича (Краљево)
Жича (некада Крушевица) је насељено место града Краљева у Рашком округу, у коме се налази средњовековни манастир Жича. Према попису из 2022. било је 4656 становника.
Овде се налази ОШ „Живан Маричић“ Жича која је најстарија школа у Краљеву, а претеча данашње модерне основне школе је манастирско училиште. Храм светог Саве је изграђен 1936, председник владе Милан Стојадиновић је приложио иконостас. Дом млекарске задруге у селу Жичи је подигнут 1940.

## Демографија
У насељу Жича живи 3195 пунолетних становника, а просечна старост становништва износи 39,1 година (38,0 код мушкараца и 40,3 код жена). У насељу има 1272 домаћинства, а просечан број чланова по домаћинству је 3,10.
Ово насеље је великим делом насељено Србима (према попису из 2002. године), а у последња три пописа, примећен је пораст у броју становника.
|  |

| Демографија | Демографија | Демографија |
| Година      | Становника  | Становника  |
| ----------- | ----------- | ----------- |
| 1948.       | 1.469       |             |
| 1953.       | 1.572       |             |
| 1961.       | 1.740       |             |
| 1971.       | 2.423       |             |
| 1981.       | 3.260       |             |
| 1991.       | 3.740       | 3.698       |
| 2002.       | 3.982       | 4.078       |

| Етнички састав према попису из 2002.‍ | Етнички састав према попису из 2002.‍ | Етнички састав према попису из 2002.‍ | Етнички састав према попису из 2002.‍ | Етнички састав према попису из 2002.‍ |
| ------------------------------------ | ------------------------------------ | ------------------------------------ | ------------------------------------ | ------------------------------------ |
|                                      |                                      |                                      |                                      |                                      |
| Срби                                 | Срби                                 |                                      | 3.880                                | 97,43%                               |
| Црногорци                            | Црногорци                            |                                      | 27                                   | 0,67%                                |
| Македонци                            | Македонци                            |                                      | 8                                    | 0,20%                                |
| Хрвати                               | Хрвати                               |                                      | 5                                    | 0,12%                                |
| Југословени                          | Југословени                          |                                      | 3                                    | 0,07%                                |
| Муслимани                            | Муслимани                            |                                      | 2                                    | 0,05%                                |
| Чеси                                 | Чеси                                 |                                      | 1                                    | 0,02%                                |
| Словенци                             | Словенци                             |                                      | 1                                    | 0,02%                                |
| непознато                            | непознато                            |                                      | 29                                   | 0,72%                                |

| Година пописа     | 1948. | 1953. | 1961. | 1971. | 1981. | 1991. | 2002. |
| ----------------- | ----- | ----- | ----- | ----- | ----- | ----- | ----- |
| Број домаћинстава | 288   | 321   | 405   | 633   | 889   | 1.052 | 1.272 |

| Број чланова      | 1   | 2   | 3   | 4   | 5   | 6  | 7  | 8 | 9 | 10 и више | Просек |
| ----------------- | --- | --- | --- | --- | --- | -- | -- | - | - | --------- | ------ |
| Број домаћинстава | 195 | 313 | 220 | 358 | 118 | 41 | 20 | 5 | 2 | 0         | 3,10   |

| Пол    | Укупно | Неожењен/Неудата | Ожењен/Удата | Удовац/Удовица | Разведен/Разведена | Непознато |
| ------ | ------ | ---------------- | ------------ | -------------- | ------------------ | --------- |
| Мушки  | 1.660  | 525              | 1.035        | 67             | 25                 | 8         |
| Женски | 1.685  | 327              | 1.057        | 240            | 54                 | 7         |
| УКУПНО | 3.345  | 852              | 2.092        | 307            | 79                 | 15        |

| Пол    | Укупно                    | Пољопривреда, лов и шумарство | Рибарство                            | Вађење руде и камена | Прерађивачка индустрија       |
| ------ | ------------------------- | ----------------------------- | ------------------------------------ | -------------------- | ----------------------------- |
| Мушки  | 785                       | 85                            | 0                                    | 1                    | 238                           |
| Женски | 504                       | 46                            | 1                                    | 0                    | 120                           |
| УКУПНО | 1.289                     | 131                           | 1                                    | 1                    | 358                           |
| Пол    | Производња и снабдевање   | Грађевинарство                | Трговина                             | Хотели и ресторани   | Саобраћај, складиштење и везе |
| Мушки  | 23                        | 74                            | 69                                   | 16                   | 105                           |
| Женски | 3                         | 10                            | 76                                   | 33                   | 17                            |
| УКУПНО | 26                        | 84                            | 145                                  | 49                   | 122                           |
| Пол    | Финансијско посредовање   | Некретнине                    | Државна управа и одбрана             | Образовање           | Здравствени и социјални рад   |
| Мушки  | 2                         | 10                            | 52                                   | 15                   | 31                            |
| Женски | 8                         | 7                             | 21                                   | 20                   | 81                            |
| УКУПНО | 10                        | 17                            | 73                                   | 35                   | 112                           |
| Пол    | Остале услужне активности | Приватна домаћинства          | Екстериторијалне организације и тела | Непознато            | Непознато                     |
| Мушки  | 29                        | 0                             | 0                                    | 35                   | 35                            |
| Женски | 51                        | 0                             | 0                                    | 10                   | 10                            |
| УКУПНО | 80                        | 0                             | 0                                    | 45                   | 45                            |